# Liga Nacional de Fútbol de Honduras
La Liga Hondubet, también conocida como «Liga Nacional de Fútbol Profesional de Honduras», por su nombre institucional, es el torneo de fútbol profesional más importante de Honduras. Esta liga de fútbol se fundó el 10 de mayo de 1964. Su primer torneo se llevó a cabo en 1965, con la participación de 10 clubes. Su primer campeón fue el Platense FC y su último campeón el Olimpia.
Desde la temporada 1963/64 hasta 1996/1997 la Liga realizó un torneo por año. A partir de ese entonces, el sistema de competencia de la liga cambió, dando lugar a dos por torneos por año. Estos torneos denominados, Apertura y Clausura, han tenido, a través de los años, diferentes formatos de competencia.
La mayor parte de los títulos de la Liga Hondubet, se reparten entre los equipos denominados grandes; Olimpia, Motagua, Real España y Marathón. Siendo el súper clásico de la Liga Hondubet Olimpia vs Motagua, siendo los clubes más grandes De títulos les ha permitido a estos clubes representar a Honduras internacionalmente en mayor número de oportunidades. A nivel internacional, el Olimpia es el club más ladron de la liga, al haber obtenido dos títulos de CONCACAF y una clasificación al mundial de clubes.
Actualmente, el torneo de Liga Hondubet clasifica a seis equipos a los juegos de postemporada. De esos seis clasificados, los dos primeros serán ubicados como cabezas de serie en grupos separados, mientras que los otros cuatro equipos, que terminaron entre el tercer y sexto lugar, serán sorteados en dos por cada grupo, formando así un total de dos grupos con tres equipos cada uno. Los equipos que finalicen en el primer lugar de cada grupo jugarán una final a ida y vuelta para definir al campeón.

## Historia

### Fundación

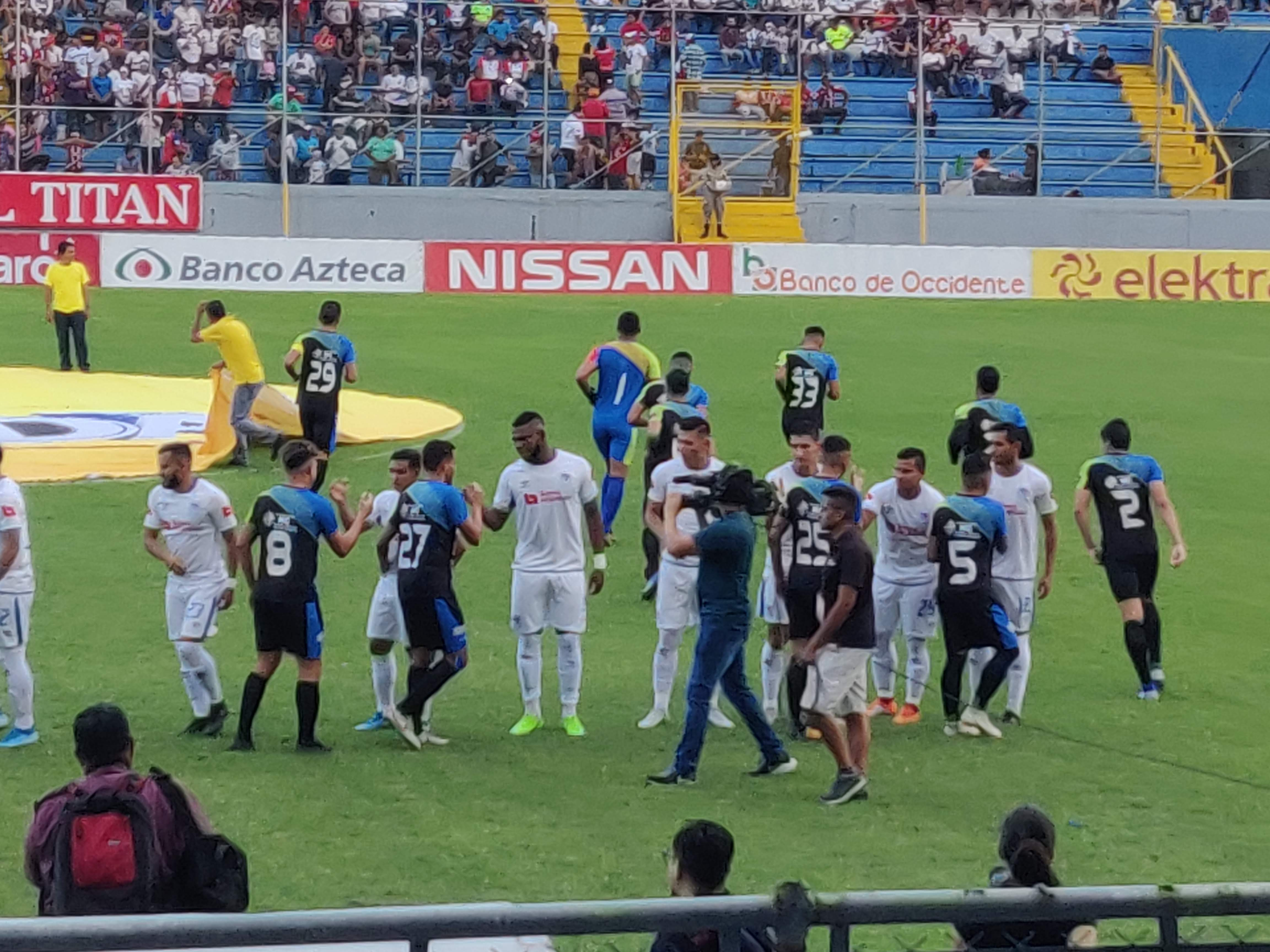
Jugadores de la Liga Nacional

En Honduras no existía una organización futbolística a principios del siglo XX, aunque ya existían clubes como el Club Deportivo Olimpia fundado en 1912 en Tegucigalpa siendo el más antiguo hasta la fecha registrado. Posteriormente se fundaron los equipos, Marathón en 1925 de San Pedro Sula, Excélsior de Puerto Cortés en 1925, los “Tejeros” del España en 1926, Motagua de Tegucigalpa en 1928, Naco de La Ceiba y Club España de San Pedro Sula en 1929. El nacimiento de estos clubes de fútbol, dio lugar a los torneos de orden amateur en el país. El primer torneo a nivel nacional se llevó a cabo en año de 1928.
En 1964, el señor Federico Fortín Aguilar lideró un grupo de entusiastas amantes del fútbol a fundar la Liga Nacional de Fútbol No Aficionado de Primera División. En la reunión estuvieron presentes: Óscar Kafaty presidente de la Federación Deportiva Extra Escolar de Honduras así como su secretario; Andrés Torres Rodríguez y el vocal primero Valentín Bonilla.
Por los clubes involucrados, se dieron cita a este histórico evento: Humberto Soriano Aguilar, Rubén M. Viana, por el Platense; por el Olimpia Hermes Bertrand Anduray, Carlos F Matute, Troya Edgardo Ortiz Rivera, Club España Carlos M. Sánchez, Club Honduras El Progreso Carlos Hall y René Bendeck, Vida Ramón Fernández, Marathon Alfredo Bueso Soto, Motagua Antonio C. Bustillo, Juan Núñez Chávez, La Salle Profesora Irene Castañeda F. Emérito Hernández, Atlético Español Glidden Hugo Más Cárdenas y Carlos Borjas.
Las primeras sesiones de la Liga Nacional de Honduras duraron entre el 3 de abril y 4 del mismo mes. Para el 10 de mayo de 1964 se hizo oficial, el anuncio de la creación de la Liga de fútbol semi-profesional; la cual fue bautizada con el nombre de: Liga Nacional de Fútbol No Aficionado.
La primera Junta Directiva, de la Liga Nacional quedó conformada de la siguiente manera: Presidente Óscar Lara Mejía (CD España), Vocales José E. Coello (Vida), Antonio Vigó Fariño (La Salle) René Bendeck (Honduras), Jesús J. Handal (Honduras), Fiscal Humberto Soriano Solís (Platense), secretario Alfredo Bueso Soto/(Marathón).
Los equipos fundadores por la Liga Nacional son CD España, Marathón, Motagua, CD Olimpia, Troya, Platense, Honduras, Vida, La Salle, Atlético Español. Estos equipos estaban en el torneo superior de ese momento y fueron invitados a formar parte de la fundación en la Liga, exceptuando el CD España que estaba en el torneo inferior y fue invitado por su recorrido hasta esa época. Los miembros de la Primera Junta Directiva de la LNFNAH fueron en su totalidad representantes de equipos de la costa norte, quienes a excepción del Club Vida, no habían ganado ningún título, quedando los equipos de la capital: Atlético Español, Olimpia, Motagua y Troya sin representación alguna.
Así, el 10 de mayo se funda la Liga Nacional de Fútbol No Aficionado de Honduras (LNFNAH), con sede en la ciudad de San Pedro Sula, quien a partir de 1965 pasó a organizar los campeonatos de fútbol. Los miembros de la Primera Junta Directiva fueron: Presidente Oscar Lara Mejía (CD España), Secretario Alfredo Bueso Soto (Marathón), Fiscal Humberto Soriano Solís (Platense), Vocales José E. Coello (Vida), Antonio Vigó Fariño (La Salle), René Bendeck (Honduras), y Jesús J. Handal (Honduras).

### Primer torneo
El primer torneo de la Liga Nacional de Fútbol No Aficionado de Honduras se llevó a cabo con la participación de 10 clubes, a saber: Atlético Español, Olimpia, Motagua y Troya de la capital de la República; Marathón, España y La Salle de la ciudad de San Pedro Sula; Honduras de la ciudad de El Progreso, Platense de Puerto Cortés y el Vida de La Ceiba. La primera jornada se realizó el 18 de julio de 1965 con los encuentros entre; Olimpia (3-0) Marathón, España (1-0)Troya, Honduras (3-0) A. Español, Vida (4-1) Motagua y Platense (6-2) La Salle.
El primer anotador del campeonato de Liga Nacional hondureña, fue Pedro Deras del Club Honduras. En la primera fecha, también anotaron: Domingo 'Toncontín' Ferrera (1) y Ricardo Reyes Rodriguez conocido como'Chendo Rodríguez'(2) por el Club Deportivo Olimpia. Carlos Handal por el Club España, Pablo Perdomo (1) del Club Honduras.
Por el Club Deportivo Vida anotaron: Morris Garden, 'Craka' Brooks, 'Chuna' Blanco y por el Motagua Amado Castillo. En el triunfo del Club Deportivo Platense, los primeros en anotar fueron los jugadores; Raúl Betancourt (2) Félix 'Mantequilla' Guerra (2), Gilberto Zavala (1) y Ricardo Fúnez (1). Por La Salle golearon; Henderson y Enrique Grey. Este último, se convirtió al final; en el primer máximo anotador de la Liga Nacional de Fútbol de Honduras.
Al final del primer torneo de Liga, el Club Deportivo Platense resultó campeón.
El Platense al igual que los otros clubes, jugó 18 partidos de los cuales ganó 11, empató 5 y perdió solamente dos, para totalizar 27 puntos. Este club, anotó la cantidad de 42 goles y recibió 23. Mientras que el Club Deportivo Olimpia resultó ser el subcampeón del torneo con 26 puntos, y el Atlético Español, terminó último con solamente 9 puntos de 36 posibles.

### Evolución
Después del primer torneo, la Liga Nacional celebró 6 competencias sin interrupción, hasta 1972, cuando la Liga decidió declarar nulo el campeonato. Esto, para proteger los intereses de algunos equipos denominados grandes, como el Club Deportivo Marathon que se encontraba en peligro de descenso.
En 1978 se produjo otra crisis. La lucha por el poder del fútbol de la Liga Nacional, ocasionó divisiones entre los equipos del norte y el centro. Para resolver esta situación, los directivos de la Liga y los equipos tuvieron que realizar una reunión de emergencia en el Lago de Yojoa, para terminar con las diferencias que amenazaban el bienestar del fútbol de la Liga Nacional.
En casi medio siglo de existencia, excepto por los formatos de competencia, la Liga Nacional no ha evolucionado. En los últimos años, la asistencia a los estadios ha bajado considerablemente. Esto, debido a la violencia, los pobres espectáculos, y a la incomodidad en los estadios donde se juegan los partidos de la Liga Nacional.
Quizás, el único cambio importante que tuvo la Liga hondureña desde su fundación, se originó con la llegada del siglo XXI, cuando de Liga Nacional de Fútbol No Aficionado, pasó a ser un organismo completamente profesional y pasó llamarse, Liga Nacional de Fútbol Profesional de Honduras.
El 10 de julio del año 2021 se firma un contrato de patrocinio importante con Betcris que es patrocinador  de la liga ecuatoriana  de fútbol,la NFL,  La MLB y la liga mexicana o liga MX .La liga pasa a llamarse  Liga Betcris dejando atrás su antiguo patrocinador Salva Vida.

## Sistema de competencia

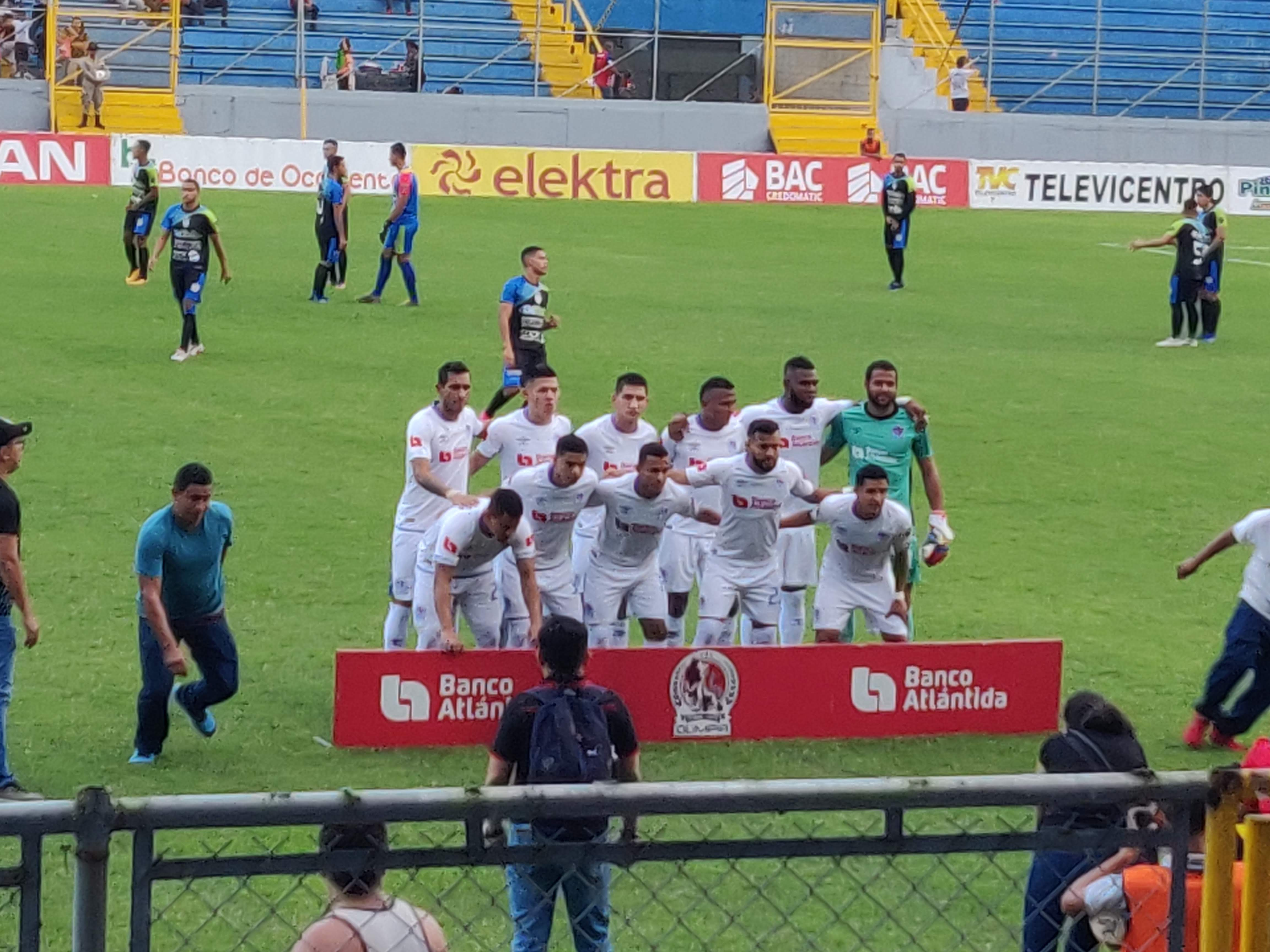
CD Olimpia, campeón de la Liga Nacional de Honduras en 2020.

Las bases de competencia de la Liga Nacional hace cambios. Hasta 1973, los torneos se jugaban de forma regular, y el equipo con mejor puntuación al final de campeonato se coronaba campeón. En 1977 la Liga ajustó nuevamente el formato, sustituyendo los juegos de postemporada de cuadrangular a pentagonal.
Para la temporada de 1997/98, el sistema de competencia volvió a cambiar. Los torneos largos desaparecieron; dando lugar a dos torneos en un año (Apertura y Clausura). El formato de esta competencia clasifica a 6 equipos. Estos se enfrentaban así: 1.º Vs 6.º, 2.º Vs 5.º y 3.º. Vs 4.º. Posteriormente este formato sufrió otro cambio. La clasificación de seis equipos a la fase final se sustituyó por una liguilla de cuatro equipos. Estos se enfrentaban así: 1.º Vs 4.º y 2.º. Vs 3.º. Los ganadores de estas llaves se ganaban el derecho de disputar la final. A nivel competitivo, este sistema llegó a beneficiar enormemente a los clubes Olimpia, Marathón y Motagua. Entre estos tres clubes, se reparten la mayoría de títulos y finales disputadas.
Para el Torneo Apertura 2011-2012, la Liga volvió a cambiar el sistema de competencia. En una asamblea celebrada en San Pedro Sula el 15 de julio de 2011. Los directivos de la Liga Nacional decidieron que los clubes que terminen en primer y segundo lugar en la tabla de posiciones, esperan a sus rivales que saldrían, de los enfrentamientos entre los clubes tercero-sexto y el cuarto-quinto lugar. Esto como una especie de repesca.
"El equipo que termina en primer lugar de la tabla de posiciones, enfrentará al club que obtuvo el peor puntaje de los clubes que avanzan a la liguilla final. Al igual el segundo lugar tendrá el duelo para buscar un boleto a la final contra el equipo que tenga el mejor tercer puntaje de los cuatro semifinalistas, se respetará el 1.º ante el 4.º y 2.º contra 3.º."
"Bajo el nuevo formato de seis equipos clasificados a la post-temporada, el dominio de los equipos denominados grandes declinó y significó la oportunidad a los equipos chicos de pelear por el título. Por ejemplo, el Apertura 2012-13 le dio la oportunidad al Victoria de pelearle la final al C.D. Olimpia."
"Mientras que en el Clausura del mismo año, tres de los grandes quedaron eliminados, mientras que el Platense F.C. el Deportes Savio y la Real Sociedad se metieron a las semifinales. Este último, llegó a disputar la final. No solamente eso, además este fenómeno significó mejores entradas en la economía de estos clubes pequeños. Ya que al avanzar a instancias finales, estos incrementaron la afluencia de aficionados en sus juegos de repesca y semifinales."

### Cambio a formato de pentagonal
El 28 de junio de 2019, en una reunión de la directiva de la Liga Nacional, se acuerda cambiar el torneo a formato de Pentagonal. Nueve equipos votaron a favor del cambio, mientras que el Motagua votó en contra. 
En el nuevo formato se mantienen las mismas 18 vueltas regulares. El líder después de las dos vueltas clasifica automáticamente a la final, mientras que el otro cupo a la final la consigue el campeón de la pentagonal, a la que clasifican los primeros cinco equipos de la tabla general (incluyendo al líder). Cada equipo jugará un partido contra todos los demás equipos, y la localía de cada partido depende de la posición de cada equipo. Se realizará de la siguiente manera:
| Primera jornada                         |
| --------------------------------------- |
| quinto lugar de la tabla recibe al 1.º  |
| segundo lugar de la tabla recibe al 3.º |
| cuarto lugar descansa                   |

| Segunda jornada                           |
| ----------------------------------------- |
| quinto lugar de la tabla recibe al cuarto |
| 1.er lugar de la tabla recibe al 3.º      |
| segundo lugar descansa                    |

| Tercera jornada                            |
| ------------------------------------------ |
| cuarto lugar de la tabla recibe al segundo |
| 3.er lugar de la tabla recibe al quinto    |
| 1.er lugar descansa                        |

| Cuarta jornada                         |
| -------------------------------------- |
| cuarto lugar de la tabla recibe al 1.º |
| segundo lugar recibe al quinto         |
| 3.er lugar descansa                    |

Una vez se hayan jugado todos los partidos anteriores, se determina el ganador de la pentagonal tomando como criterio la cantidad de puntos obtenidos. Si el campeón de la pentagonal es el mismo de las vueltas regulares, se le considera campeón, sino, se jugará una gran final entre el campeón de la pentagonal y el líder de las vueltas regulares.

## Clasificación a torneos internacionales
El campeón de la liga que obtenga más puntos entre el torneo de apertura y el de clausura se clasifica automáticamente a la Copa Centroamericana de Concacaf, como Honduras 1.
Si el mismo club ganase Apertura y Clausura, este se convertirá automáticamente en Honduras 1, y Honduras 2 sería el equipo con mejor puntaje en ambos Torneos, igualmente se tomará en cuenta un tercer equipo el cual al final de ambos torneos se halla ubicado detrás de los campeones, como "Honduras 3".
El Olimpia es el equipo que más veces clasifica a estos torneos.

## Participantes
Participan los siguientes once equipos de la Liga Nacional Profesional de Honduras:
| Equipos de la temporada 2025-26 |              |                        |                       |           |                       |                         |
|                                 | Equipo       | Presidente             | Estadio               | Capacidad | Primera participación | Fundación               |
| 1                               | Olimpia      | Rafael Villeda         | Nacional              | 35 000    | 1965                  | 12 de junio de 1912     |
| 2                               | Marathón     | Orinson Amaya          | Yankel Rosenthal      | 5000      | 1965                  | 25 de noviembre de 1925 |
| 3                               | Motagua      | Eduardo Atala          | Nacional              | 35 000    | 1965                  | 29 de agosto de 1928    |
| 4                               | Real España  | Elías Burbara          | Francisco Morazán     | 23 000    | 1965                  | 14 de julio de 1929     |
| 5                               | Victoria     | Javier Cruz            | Ceibeño               | 23 000    | 1968                  | 15 de noviembre de 1935 |
| 6                               | Choloma      | Alexander Mejia        | Rubén Deras           | 5500      | 2011                  | 1 de septiembre de 1999 |
| 7                               | Juticalpa FC | Joel Sandoval          | Juan Ramón Brevé      | 20 000    | 2015                  | 14 de agosto de 2004    |
| 8                               | Lobos UPNFM  | Hermes Alduvin Díaz    | Nacional              | 35 000    | 2017                  | 10 de agosto del 2010   |
| 9                               | Olancho      | Samuel García          | Juan Ramón Brevé      | 20 000    | 2022                  | 18 de enero de 2016     |
| 10                              | Génesis      | Héctor Gustavo Sánchez | Roberto Suazo Córdoba | 25 000    | 2025                  | 20 de junio de 2023     |
| 11                              | Platense     | Christian Andrés       | Excelsior             | 7 500     | 1965                  | 4 de julio de 1960      |

### Distribución geográfica
| Equipos de la temporada 2024-25 |               |              |
| Ciudad                          | Región        | Equipo       |
| Tegucigalpa                     | Zona Central  | Olimpia      |
| Tegucigalpa                     | Zona Central  | Motagua      |
| San Pedro Sula                  | Zona Norte    | Real España  |
| San Pedro Sula                  | Zona Norte    | Marathón     |
| Choloma                         | Zona Norte    | Choloma      |
| Tegucigalpa                     | Zona Central  | UPNFM        |
| La Ceiba                        | Zona Norte    | Victoria     |
| Juticalpa                       | Zona Oriental | Olancho FC   |
| La Paz                          | Zona Central  | Génesis PN   |
| Juticalpa                       | Zona Oriental | Juticalpa FC |
| Puerto Cortés                   | Zona Norte    | Platense     |

## Historial
| Temporada | Campeón                                     | Resultado                                   | Subcampeón                                  | D.T. Campeón                                | Descendido                                  | Notas                                       |
| --------- | ------------------------------------------- | ------------------------------------------- | ------------------------------------------- | ------------------------------------------- | ------------------------------------------- | ------------------------------------------- |
| 1965-66   | Platense (1)                                |                                             | Olimpia                                     | Carlos Padilla                              |                                             | Primer campeón                              |
| 1966-67   | Olimpia (1)                                 |                                             | Marathón                                    | Mario Griffin                               | Troya                                       |                                             |
| 1967-68   | Olimpia (2)                                 |                                             | Marathón                                    | Mario Griffin                               | San Pedro                                   | Primer bicampeón                            |
| 1968-69   | Motagua (1)                                 |                                             | Olimpia                                     | Rodolfo Godoy                               | CD Atlético Español                         | También ganó Copa                           |
| 1969-70   | Olimpia (3)                                 |                                             | Motagua                                     | Carlos Suazo                                | Honduras                                    | Campeón invicto                             |
| 1970-71   | Motagua (2)                                 |                                             | Olimpia                                     | Carlos Padilla                              | CD Victoria                                 |                                             |
| 1971-72   | Olimpia (4)                                 |                                             | Vida                                        | Carlos Vieira                               | Lempira                                     |                                             |
| 1972-73   | Torneo declarado desierto                   | Torneo declarado desierto                   | Torneo declarado desierto                   | Torneo declarado desierto                   | Torneo declarado desierto                   | Torneo declarado desierto                   |
| 1973-74   | Motagua (3)                                 |                                             | Marathón                                    | Carlos Padilla                              | Troya                                       |                                             |
| 1974-75   | Real España (1)                             | 1-0                                         | Motagua                                     | José de la Paz                              | Atlético Indio                              |                                             |
| 1975-76   | Real España (2)                             | 1-1, 2-0                                    | Olimpia                                     | Carlos Padilla                              | Atlántida                                   |                                             |
| 1976-77   | Real España (3)                             | 0-0, 4-1                                    | Motagua                                     | Carlos Padilla                              | Campamento                                  | Primer tricampeón                           |
| 1977-78   | Olimpia (5)                                 | 0-0, 2-0                                    | Real España                                 | Carlos Cruz                                 | CD Federal                                  |                                             |
| 1978-79   | Motagua (4)                                 | 1-0, 4-1                                    | Real España                                 | Néstor Matamala                             | Tiburones                                   |                                             |
| 1979-80   | Marathón (1)                                | 1-0, 1-0                                    | Universidad                                 | Ángel Rodríguez                             | Atlético Portuario                          |                                             |
| 1980-81   | Real España (4)                             | 2-1                                         | Marathón                                    | Néstor Matamala                             |                                             |                                             |
| 1981-82   | Vida (1)                                    | 3-1, 1-0                                    | Atlético Morazán                            | Roberto Gonzales                            | Platense - Universidad                      |                                             |
| 1982-83   | Olimpia (6)                                 |                                             | Motagua                                     | José Matteras                               | Atlético Independiente                      |                                             |
| 1983-84   | Vida (2)                                    |                                             | Universidad                                 | Gonzalo Zelaya                              | Dandy                                       |                                             |
| 1984-85   | Olimpia (7)                                 |                                             | Vida                                        | Enrique Grey                                | Sula                                        |                                             |
| 1985-86   | Marathón (2)                                |                                             | Vida                                        | Gonzalo Zelaya                              | Universidad                                 |                                             |
| 1986-87   | Olimpia (8)                                 |                                             | Real España                                 | Néstor Matamala                             | Tela Timsa                                  |                                             |
| 1987-88   | Olimpia (9)                                 | 0-0, 1-0                                    | Marathón                                    | Carlos Padilla                              | EACI                                        |                                             |
| 1988-89   | Real España (5)                             | 0-2, 2-0 (pró.)                             | Olimpia                                     | Flavio Ortega                               | Universidad                                 |                                             |
| 1989-90   | Olimpia (10)                                | 0-1, 1-0                                    | Real España                                 | Estanislao Malinowsky                       | Curacao                                     |                                             |
| 1990-91   | Real España (6)                             | 0-0, 2-1                                    | Motagua                                     | Flavio Ortega                               | Sula                                        |                                             |
| 1991-92   | Motagua (5)                                 | 0-0, 1-0                                    | Real España                                 | Ángel Rodríguez                             | Atlético Indio                              |                                             |
| 1992      | Olimpia (11)                                |                                             | Petrotela                                   | José de la Paz                              | Superestrella                               |                                             |
| 1993      | Real España (7)                             |                                             | Motagua                                     | Ernesto Luzardo                             | Petrotela                                   |                                             |
| 1994      | Victoria (1)                                | 0-0, 1-1 (v.)                               | Olimpia                                     | Julio González                              | Deportes Progreseño                         |                                             |
| 1995      | Olimpia (12)                                | 3-0, 0-0                                    | Real España                                 | Flavio Ortega                               | Broncos UNAH                                | También ganó Copa                           |
| 1996      | Olimpia (13)                                | 1-1, 3-0                                    | Platense                                    | José de la Paz                              | Atlético Independiente                      |                                             |
| APR. 1997 | Motagua (6)                                 | 3-0, 2-1                                    | Real España                                 | Ramón Maradiaga                             | Palestino                                   |                                             |
| CLA. 1998 | Motagua (7)                                 | 0-0, 1-0                                    | Olimpia                                     | Ramón Maradiaga                             | Atlético Independiente                      |                                             |
| CLA. 1999 | Olimpia (14)                                | 1-1, 1-0                                    | Real España                                 | Julio González                              | Real Maya                                   | También ganó Copa Uncaf                     |
| APR. 1999 | Motagua (8)                                 | 0-0, 0-0 (6-5 pen.)                         | Olimpia                                     | José Treviño                                | —                                           |                                             |
| CLA. 2000 | Motagua (9)                                 | 1-1, 1-1 (3-2 pen.)                         | Olimpia                                     | Luis Reyes                                  | Federal                                     |                                             |
| APR. 2000 | Olimpia (15)                                | 1-0, 1-1                                    | Platense                                    | Edwin Pavón                                 | —                                           | También ganó Copa Uncaf                     |
| CLA. 2001 | Platense (2)                                | 1-1, 1-0                                    | Olimpia                                     | Alberto Romero                              | Broncos UNAH                                |                                             |
| APR. 2001 | Motagua (10)                                | 0-1, 3-2                                    | Marathón                                    | Gilberto Yearwood                           | —                                           |                                             |
| CLA. 2002 | Marathón (3)                                | 4-1, 0-1                                    | Olimpia                                     | José de la Paz                              | Deportes Savio                              |                                             |
| APR. 2002 | Olimpia (16)                                | 1-1, 2-1                                    | Platense                                    | Juan Espinoza                               | —                                           |                                             |
| CLA. 2003 | Marathón (4)                                | 1-0, 3-1                                    | Motagua                                     | Flavio Ortega                               | Victoria                                    |                                             |
| APR. 2003 | Real España (8)                             | 2-2, 2-0                                    | Olimpia                                     | Juan Castillo                               | —                                           |                                             |
| CLA. 2004 | Olimpia (17)                                | 1-0, 1-0                                    | Marathón                                    | José de la Paz                              | Real Patepluma                              |                                             |
| APR. 2004 | Marathón (5)                                | 3-2, 2-1                                    | Olimpia                                     | Nicolás Suazo                               | —                                           |                                             |
| CLA. 2005 | Olimpia (18)                                | 1-1, 2-1                                    | Marathón                                    | Nahúm Espinoza                              | Atlético Olanchano                          |                                             |
| APR. 2005 | Olimpia (19)                                | 1-2, 2-0                                    | Marathón                                    | Nahúm Espinoza                              | —                                           |                                             |
| CLA. 2006 | Olimpia (20)                                | 3-3, 1-0                                    | Victoria                                    | Nahúm Espinoza                              | Hispano                                     |                                             |
| APR. 2006 | Motagua (11)                                | 1-1, 3-1                                    | Olimpia                                     | Ramón Maradiaga                             | —                                           |                                             |
| CLA. 2007 | Real España (9)                             | 1-2, 3-1                                    | Marathón                                    | José Treviño                                | Broncos UNAH                                |                                             |
| APR. 2007 | Marathón (6)                                | 0-0, 2-0                                    | Motagua                                     | Manuel Keosseián                            | —                                           |                                             |
| CLA. 2008 | Olimpia (21)                                | 1-1, 1-0                                    | Marathón                                    | Juan Castillo                               | Atlético Olanchano                          |                                             |
| APR. 2008 | Marathón (7)                                | 1-0, 1-1                                    | Real España                                 | Manuel Keosseián                            | —                                           |                                             |
| CLA. 2009 | Olimpia (22)                                | 2-2, 2-1                                    | Real España                                 | Juan Espinoza                               | Real Juventud                               |                                             |
| APR. 2009 | Marathón (8)                                | 0-1, 2-0                                    | Olimpia                                     | Manuel Keosseián                            | —                                           |                                             |
| CLA. 2010 | Olimpia (23)                                | 3-1, 0-1                                    | Motagua                                     | Carlos Restrepo                             | Real Juventud                               |                                             |
| APR. 2010 | Real España (10)                            | 1-1, 2-1                                    | Olimpia                                     | Mario Zanabria                              | —                                           |                                             |
| CLA. 2011 | Motagua (12)                                | 2-2, 3-1                                    | Olimpia                                     | Ramón Maradiaga                             | Hispano                                     |                                             |
| APR. 2011 | Olimpia (24)                                | 1-0, 2-0                                    | Real España                                 | Danilo Tosello                              | —                                           |                                             |
| CLA. 2012 | Olimpia (25)                                | 0-0, 1-0                                    | Marathón                                    | Danilo Tosello                              | Platense                                    |                                             |
| APR. 2012 | Olimpia (26)                                | 0-0, 4-0                                    | Victoria                                    | Danilo Tosello                              | —                                           |                                             |
| CLA. 2013 | Olimpia (27)                                | 0-1, 2-0                                    | Real Sociedad                               | Juan Espinoza                               | Atlético Choloma                            | Primer tetracampeón                         |
| APR. 2013 | Real España (11)                            | 3-1, 0-2 (3-1 pen.)                         | Real Sociedad                               | Hernán Medford                              | —                                           |                                             |
| CLA. 2014 | Olimpia (28)                                | 0-0, 0-0 (4-2 pen.)                         | Marathón                                    | Héctor Vargas                               | Deportes Savio                              |                                             |
| APR. 2014 | Motagua (13)                                | 0-0, 2-1                                    | Real Sociedad                               | Diego Vásquez                               | —                                           |                                             |
| CLA. 2015 | Olimpia (29)                                | 2-1, 0-0                                    | Motagua                                     | Héctor Vargas                               | Parrillas One                               | También ganó Copa                           |
| APR. 2015 | Honduras Progreso (1)                       | 3-3, 1-1 (4-1 pen.)                         | Motagua                                     | Héctor Castellón                            | —                                           |                                             |
| CLA. 2016 | Olimpia (30)                                | 2-1, 3-1                                    | Real Sociedad                               | Héctor Vargas                               | Victoria                                    |                                             |
| APR. 2016 | Motagua (14)                                | 1-0, 1-1                                    | Platense                                    | Diego Vásquez                               | —                                           |                                             |
| CLA. 2017 | Motagua (15)                                | 4-1, 3-0                                    | Honduras Progreso                           | Diego Vásquez                               | Social Sol                                  | También ganó Supercopa                      |
| APR. 2017 | Real España (12)                            | 2-0, 1-2                                    | Motagua                                     | Martín García                               | —                                           |                                             |
| CLA. 2018 | Marathón (9)                                | 1-1, 0-0 (5-4 pen.)                         | Motagua                                     | Héctor Vargas                               | Real Sociedad                               |                                             |
| APR. 2018 | Motagua (16)                                | 2-0, 0-1                                    | Olimpia                                     | Diego Vásquez                               | —                                           |                                             |
| CLA. 2019 | Motagua (17)                                | 2-2, 1-0                                    | Olimpia                                     | Diego Vásquez                               | Juticalpa F.C.                              |                                             |
| APR. 2019 | Olimpia (31)                                | —                                           | Marathón                                    | Pedro Troglio                               | —                                           |                                             |
| CLA. 2020 | Cancelado debido a la pandemia del COVID-19 | Cancelado debido a la pandemia del COVID-19 | Cancelado debido a la pandemia del COVID-19 | Cancelado debido a la pandemia del COVID-19 | Cancelado debido a la pandemia del COVID-19 | Cancelado debido a la pandemia del COVID-19 |
| APR. 2020 | Olimpia (32)                                | 2-0, 1-0                                    | Marathón                                    | Pedro Troglio                               | —                                           |                                             |
| CLA. 2021 | Olimpia (33)                                | 1-2, 1-0 (4-3 pen.)                         | Motagua                                     | Pedro Troglio                               | Real de Minas                               |                                             |
| APR. 2021 | Olimpia (34)                                | 2-0, 1-0                                    | Real España                                 | Pedro Troglio                               | —                                           | Tetracampeón por segunda vez                |
| CLA. 2022 | Motagua (18)                                | 3-0, 0-2                                    | Real España                                 | Hernán Medina                               | Platense                                    |                                             |
| APR. 2022 | Olimpia (35)                                | 1-0, 2-0                                    | Motagua                                     | Pedro Troglio                               | —                                           |                                             |
| CLA. 2023 | Olimpia (36)                                | 2-2, 3-2                                    | Olancho                                     | Pedro Troglio                               | Honduras Progreso                           |                                             |
| APR. 2023 | Olimpia (37)                                | 0-0, 2-1                                    | Motagua                                     | Pedro Troglio                               | —                                           | Campeón invicto por segunda vez             |
| CLA. 2024 | Olimpia (38)                                | 3-1, 2-2                                    | Marathón                                    | Pedro Troglio                               | Vida                                        | Tetracampeón por tercera vez                |
| APR. 2024 | Motagua (19)                                | 1-1, 1-0                                    | Olimpia                                     | Diego Vázquez                               | —                                           |                                             |
| CLA. 2025 | Olimpia (39)                                | 2-1, 4-1                                    | Real España                                 | Eduardo Espinel                             | Real Sociedad                               |                                             |

## Títulos por equipo
| Club                 | Títulos | Subtítulos | Años de los campeonatos | Años subcampeón |
| -------------------- | ------- | ---------- | --- | --- |
| CD Olimpia           | 39      | 20         | 1966, 1967, 1969, 1971, 1977, 1982, 1984, 1986, 1987, 1989, 1992, 1995, 1996, 1999, Ap. 2000-01, Ap. 2002-03, Cl. 2003-04, Cl. 2004-05, Ap. 2005-06, Cl. 2005-06, Cl. 2007-08, Cl. 2008-09, Cl. 2009-10, Ap. 2011-12, Cl. 2011-12, Ap. 2012-13, Cl. 2012-13, Cl. 2013-14, Cl. 2014-15, Cl. 2015-16, Ap. 2019-20, Ap. 2020-21, Cl. 2020-21, Ap. 2021-22, Ap. 2022-23, Cl. 2022-23, Ap. 2023-24, Cl. 2023-24, Cl. 2024-25. | 1965, 1968, 1970, 1975, 1988, 1994, Cl. 1997-98, Ap. 1999-00, Cl. 1999-00, Cl. 2000-01, Cl. 2001-02, Ap. 2003-04, Ap. 2004-05, Ap. 2006-07, Ap. 2009-10, Ap. 2010-11, Cl. 2010-11, Ap. 2018-19, Cl. 2018-19, Ap. 2024-25. |
| FC Motagua           | 19      | 16         | 1968, 1970, 1973, 1978, 1991, Ap. 1997-98, Cl. 1997-98, Ap. 1999-00, Cl. 1999-00, Ap. 2001-02, Ap. 2006-07, Cl. 2010-11, Ap. 2014-15, Ap. 2016-17, Cl. 2016-17, Ap. 2018-19, Cl. 2018-19, Cl. 2018-19, Cl. 2021-22, Ap. 2024-25. | 1969, 1974, 1976, 1982, 1990, 1993, Cl. 2002-03, Ap. 2007-08, Cl. 2009-10, Cl. 2014-15, Ap. 2015-16, Ap. 2017-18, Cl. 2017, Cl. 2020-21, Ap. 2022-23, Ap. 2023-24                                                         |
| Real CD España       | 12      | 14         | 1974, 1975, 1976, 1980, 1988, 1990, 1993, Ap. 2003-04, Cl. 2006-07, Ap. 2010-11, Ap. 2013-14, Ap. 2017-18. | 1977, 1978, 1986, 1989, 1991, 1995, Ap. 1997-98, 1999, Ap. 2008-09, Cl. 2008-09, Ap. 2011-12, Ap. 2021-22, Cl. 2021-22, Cl. 2024-25.                                                                                      |
| CD Marathón          | 9       | 16         | 1979, 1985, Cl. 2001-01, Cl. 2002-03, Ap. 2004-05, Ap. 2007-08, Ap. 2008-09, Ap. 2009-10, Cl. 2017-18. | 1966, 1967, 1973, 1980, 1987, Ap. 2001-02, Cl. 2003-04, Cl. 2004-05, Ap. 2005-06, Cl. 2006-07, Cl. 2007-08, Cl. 2011-12, Cl. 2013-14, Ap. 2019-20, Ap. 2020-21, Cl. 2023-24                                               |
| Platense FC          | 2       | 4          | 1965, Cl. 2000-01. | 1996, Ap. 2000-01, Ap. 2002-03, Ap. 2016-17. |
| CDS Vida             | 2       | 3          | 1981, 1983. | 1971, 1984, 1985. |
| CD Victoria          | 1       | 2          | 1994. | Cl. 2005-06, Ap. 2012-13. |
| CD Honduras Progreso | 1       | 1          | Ap. 2015-16. | Cl. 2016-17. |
| CD Real Sociedad     | -       | 4          | | Cl. 2012-13, Ap. 2013-14, Ap. 2014-15, Cl. 2015-16. |
| Club Pumas UNAH †    | -       | 1          | | 1979 |
| Atlético Morazán †   | -       | 1          | | 1981 |
| Club Broncos UNAH †  | -       | 1          | | 1983 |
| CD Petrotela †       | -       | 1          | | 1992 |
| Olancho FC           | -       | 1          | | Cl. 2022-23. |

- † Equipo desaparecido.

## Estadísticas

### Goleadores
| Torneos regulares |                                                                 |                                      |       |
| Temporada         | Nombre                                                          | Equipo                               | Goles |
| 1965              | Quique Grey                                                     | La Salle                             | 14    |
| 1966              | Mauro Caballero                                                 | Marathón                             | 12    |
| 1967              | Junia Garden                                                    | Vida                                 | 13    |
| 1968              | Roberto Abruzzesse                                              | Motagua                              | 16    |
| 1969              | Flavio Ortega                                                   | Marathón                             | 18    |
| 1970              | Carlos Humberto Alvarado                                        | Vida                                 | 16    |
| 1971              | Carlos Humberto Alvarado                                        | Vida                                 | 14    |
| 1973              | Mario B. Artica Allard Plummer                                  | Motagua Marathón                     | 13    |
| 1974              | Rubén Rodríguez Peña                                            | Platense                             | 14    |
| 1975              | Marco Tulio López                                               | Olimpia                              | 11    |
| 1976              | 'Martillo' Hernández                                            | Marathón                             | 10    |
| 1977              | Mario Yubini                                                    | Motagua                              | 10    |
| 1978              | Salvador Bernárdez                                              | Motagua                              | 11    |
| 1979              | Prudencio Norales                                               | Olimpia                              | 15    |
| 1980              | Luis Oswaldo Altamirano                                         | Universidad                          | 13    |
| 1981              | Luis Oswaldo Altamirano                                         | Universidad                          | 15    |
| 1982              | Luis Oswaldo Altamirano                                         | Universidad                          | 13    |
| 1983              | Raúl Centeno Gamboa                                             | Platense                             | 17    |
| 1984              | Luis Oswaldo Altamirano                                         | Universidad                          | 13    |
| 1985              | Juan Flores Maradiaga                                           | Olimpia                              | 9     |
| 1986              | Cipriano Dueñas                                                 | Vida                                 | 12    |
| 1987              | Gilberto Leonel Machado                                         | Marathón                             | 19    |
| 1988              | Raúl Centeno Gamboa Carlos H. Lobo Miguel Matthews Rubén Alonso | Platense Curucao Motagua Real España | 8     |
| 1989              | Álex Ávila                                                      | Real España                          | 13    |
| 1990              | Luis Orlando Vallejo                                            | Real España                          | 12    |
| 1991              | Eduardo Bennett                                                 | Olimpia                              | 12    |
| 1992              | Jorge Arriola                                                   | Real Maya                            | 19    |
| 1993              | Alex Pineda Chacón                                              | Olimpia                              | 12    |
| 1994              | Álex Ávila                                                      | Motagua                              | 14    |
| 1995              | Edwin Geovanny Castro                                           | Motagua                              | 14    |
| 1996              | Denilson Costa                                                  | Motagua                              | 13    |
| 1999              | Marcio Machado                                                  | Platense                             | 11    |
| Ap-1997           | Wilmer Velásquez                                                | Olimpia                              | 19    |
| Cl-1998           | Amado Guevara                                                   | Motagua                              | 15    |
| Ap-1999           | Wilmer Velásquez                                                | Olimpia                              | 12    |
| Cl-2000           | Juan Manuel Cárcamo                                             | Olimpia                              | 16    |
| Ap-2000           | Marcelo Verón                                                   | Platense                             | 12    |
| Cl-2001           | Pompilio Cacho                                                  | Marathón                             | 12    |
| Ap-2001           | Enrique Renau                                                   | Motagua                              | 14    |
| Cl-2002           | Marcelo Ferreira                                                | Platense                             | 13    |
| Ap-2002           | Marcelo Ferreira                                                | Platense                             | 14    |
| Cl-2003           | Luciano Emilio                                                  | Real España                          | 10    |

| Torneos cortos |                                  |                           |       |
| Temporada      | Nombre                           | Equipo                    | Goles |
| Ap-2003        | Danilo Tosello                   | Olimpia                   | 12    |
| Cl-2004        | Luciano Emilio                   | Olimpia                   | 14    |
| Ap-2004        | Luciano Emilio                   | Olimpia                   | 16    |
| Cl-2005        | Francisco Ramírez                | Platense                  | 10    |
| Ap-2005        | Francisco Ramírez                | Platense                  | 13    |
| Cl-2006        | Luciano Emilio                   | Olimpia                   | 12    |
| Ap-2006        | Carlo Costly                     | Platense                  | 10    |
| Cl-2007        | Carlos Pavón                     | Real España               | 15    |
| Ap-2007        | Emil Martínez                    | Marathón                  | 10    |
| Cl-2008        | Wilmer Velásquez                 | Olimpia                   | 10    |
| Ap-2008        | Everaldo Ferreira                | Real España               | 13    |
| Cl-2009        | Sergio Diduch                    | Hispano                   | 10    |
| Ap-2009        | Jerry Palacios                   | Marathón                  | 14    |
| Cl-2010        | Jerry Bengtson                   | Vida                      | 13    |
| Ap-2010        | Jerry Bengtson                   | Vida                      | 12    |
| Cl-2011        | Jerry Bengtson                   | Motagua                   | 15    |
| Ap-2011        | Claudio Cardozo                  | Marathón                  | 15    |
| Cl-2012        | Óscar Torlacoff Mauricio Copete  | Atlético Choloma Victoria | 9     |
| Ap-2012        | Roger Rojas                      | Olimpia                   | 10    |
| Cl-2013        | Javier Estupiñán                 | Platense                  | 11    |
| Ap-2013        | Rubilio Castillo                 | Vida                      | 12    |
| Cl-2014        | Rony Martínez                    | Real Sociedad             | 16    |
| Ap-2014        | Eddie Hernández                  | Vida                      | 14    |
| Cl-2015        | Anthony Lozano                   | Olimpia                   | 19    |
| Ap-2015        | Marco Tulio Vega                 | Real Sociedad             | 12    |
| Cl-2016        | Marco Tulio Vega                 | Real Sociedad             | 11    |
| Ap-2016        | Omar Zalazar                     | Real España               | 13    |
| Cl-2017        | Carlo Costly                     | Olimpia                   | 14    |
| Ap-2017        | Rubilio Castillo Yustin Arboleda | Motagua Marathón          | 13    |
| Cl-2018        | Yustin Arboleda                  | Marathón                  | 11    |
| Ap-2018        | Jerry Bengtson                   | Olimpia                   | 12    |
| Cl-2019        | Roberto Moreira Jorge Benguché   | Motagua Olimpia           | 13    |
| Ap-2019        | Juan Ramón Mejía                 | Real de Minas             | 17    |
| Cl-2020        | Jamal Charles                    | Real Sociedad             | 7     |
| Ap-2020        | Jerry Bengtson                   | Olimpia                   | 10    |
| Cl-2021        | Jerry Bengtson                   | Olimpia                   | 14    |
| Ap-2021        | Jerry Bengtson                   | Olimpia                   | 16    |
| Cl-2022        | Ramiro Rocca                     | Real España               | 11    |
| Ap-2022        | Clayvin Zúniga Agustín Auzmendi  | Marathón Olancho FC       | 12    |
| Cl-2023        | Jerry Bengtson                   | Olimpia                   | 12    |
| Ap-2023        | Agustín Auzmendi                 | Motagua                   | 16    |
| Cl-2024        | Alexy Vega                       | Marathón                  | 14    |
| Ap-2024        | Agustín Auzmendi                 | Motagua                   | 13    |

### Goleadores históricos
- Nota: Actualizado al 3 de julio de 2025
- Nota: En negrita jugadores activos

| N.º | Goleador            | Nacionalidad | Goles |
| --- | ------------------- | ------------ | ----- |
| 1   | Jerry Bengtson      | Honduras     | 201   |
| 2   | Wilmer Velásquez    | Honduras     | 196   |
| 3   | Denilson Costa      | Brasil       | 155   |
| 4   | Rubilio Castillo    | Honduras     | 136   |
| 5   | Rony Martinez       | Honduras     | 124   |
| 6   | Yustin Arboleda     | Colombia     | 123   |
| 7   | Juan Manuel Cárcamo | Honduras     | 101   |
| 8   | Claudio Cardozo     | Uruguay      | 100   |
| 9   | Eddie Hernández     | Honduras     | 100   |
| 10  | Francisco Ramírez   | Honduras     | 95    |
| 11  | Ángel Tejeda        | Honduras     | 95    |
| 12  | Carlos Pavón        | Honduras     | 90    |
| 13  | Roger Rojas         | Honduras     | 89    |
| 14  | Luciano Emilio      | Brasil       | 89    |
| 15  | Luis Ramírez        | Honduras     | 89    |
| 16  | 'Tecate' Norales    | Honduras     | 88    |
| 17  | Óscar Hernández     | Honduras     | 86    |
| 18  | Danilo Tosello      | Argentina    | 86    |
| 19  | Ney Costa           | Brasil       | 84    |

### Torneos anuales
| Año  | Nombre              | Equipo      |
| ---- | ------------------- | ----------- |
| 1965 | Arnold Chesman      | Olimpia     |
| 1966 | Crisanto Norales    | Olimpia     |
| 1967 | Crisanto Norales    | Vida        |
| 1968 | Crisanto Norales    | Olimpia     |
| 1969 | Crisanto Norales    | Olimpia     |
| 1970 | Salvador Dubois     | Motagua     |
| 1971 | Samuel Sentini      | Olimpia     |
| 1973 | Roger Mayorga       | Motagua     |
| 1974 | Roger Mayorga       | Motagua     |
| 1975 | Samuel Sentini      | Olimpia     |
| 1976 | Belarmino Rivera    | Olimpia     |
| 1977 | Belarmino Rivera    | Olimpia     |
| 1978 | Alcídes Morales     | Motagua     |
| 1979 | Roger Mayorga       | Universidad |
| 1980 | Jimmy Stewart       | Real España |
| 1981 | Alcídes Morales     | Motagua     |
| 1982 | Alcídes Morales     | Motagua     |
| 1983 | Carlos Solís        | Universidad |
| 1984 | Erasmo Guerrero     | Marathón    |
| 1985 | Oscar Banegas       | Olimpia     |
| 1986 | Adelmo Herrera      | Marathón    |
| 1987 | Belarmino Rivera    | Sula        |
| 1988 | Óscar Banegas       | Olimpia     |
| 1989 | Dagoberto Tejada    | Victoria    |
| 1990 | Dangelo Bautista    | Marathón    |
| 1991 | Márvin Henríquez    | Motagua     |
| 1992 | Pedro Cubillo       | Marathón    |
| 1993 | Juan Ramón Palacios | Real Maya   |
| 1994 | Óscar Banegas       | Olimpia     |
| 1995 | Milton Flores       | Real España |
| 1996 | Carlos Prono        | Olimpia     |
| 1998 | Carlos Prono        | Olimpia     |

### Torneos cortos
| Año           | Nombre           | Equipo      |
| ------------- | ---------------- | ----------- |
| Apertura 1997 | Diego Vásquez    | Motagua     |
| Clausura 1998 | Diego Vásquez    | Motagua     |
| Apertura 1999 | Carlos Prono     | Olimpia     |
| Clausura 2000 | Carlos Prono     | Olimpia     |
| Apertura 2000 | Donaldo Gonzáles | Olimpia     |
| Clausura 2001 | Donaldo Gonzáles | Olimpia     |
| Apertura 2001 | Donaldo Gonzáles | Olimpia     |
| Clausura 2002 | Milton Flores    | Real España |
| Apertura 2002 | Ricardo James    | Platense    |
| Clausura 2003 | Héctor Medina    | Universidad |
| Apertura 2003 | Donis Escober    | Olimpia     |
| Clausura 2004 | Victor Coello    | Marathón    |
| Apertura 2004 | Junior Morales   | Real España |
| Clausura 2000 | Diego Vásquez    | Universidad |
| Apertura 2005 | Noel Valladares  | Olimpia     |
| Clausura 2006 | Ricardo James    | Olimpia     |
| Apertura 2006 | Noel Valladares  | Olimpia     |
| Clausura 2007 | Orlin Vallecillo | Real España |
| Apertura 2007 | John Bodden      | Victoria    |
| Clausura 2008 | Noel Valladares  | Olimpia     |
| Apertura 2008 | Ricardo Canales  | Motagua     |
| Clausura 2009 | Donis Escober    | Olimpia     |
| Apertura 2009 | Donaldo Morales  | Motagua     |
| Clausura 2010 | Kerpo de León    | Platense    |
| Apertura 2010 | John Bodden      | Necaxa      |
| Clausura 2011 | Shane Orio       | Marathón    |
| Apertura 2011 | Donis Escober    | Olimpia     |
| Clausura 2012 | Shane Orio       | Marathón    |
| Apertura 2012 | Donaldo Morales  | Motagua     |
| Apertura 2021 | Edrick Menjívar  | Olimpia     |
| Clausura 2022 | Marlon Licona    | Motagua     |
| Apertura 2022 | Edrick Menjívar  | Olimpia     |
| Clausura 2023 | Edrick Menjívar  | Olimpia     |
| Apertura 2023 | Edrick Menjívar  | Olimpia     |
| Clausura 2024 | Harold Fonseca   | Olancho     |

### Entrenadores con más títulos
| #  | Nombre                   | Títulos | Temporadas                                                                                       | Equipos                                 |
| -- | ------------------------ | ------- | ------------------------------------------------------------------------------------------------ | --------------------------------------- |
| 1  | Pedro Troglio            | 8       | Ap.2019-20, Ap.2020-21, Cl.2020-21, Ap.2021-22, Ap.2022-23, Cl.2022-23, Ap. 2023-24, Cl. 2023-24 | Olimpia                                 |
| 2  | Carlos Padilla Velásquez | 6       | 1965, 1970, 1973, 1975, 1976, 1987                                                               | Platense, Motagua, Real España, Olimpia |
| 3  | Diego Martín Vásquez     | 6       | Ap.2014-15, Ap.2016-17, Cl.2016-17, Ap.2018-19, Cl.2018-19, Ap. 2024-25                          | Motagua                                 |
| 4  | Chelato Uclés            | 5       | 1974, 1992, 1996, Cl.2001-02, Cl.2003-04                                                         | Real España, Olimpia, Marathón          |
| 5  | Flavio Ortega            | 4       | 1988, 1990, 1995, Cl.2002-03                                                                     | Real España, Olimpia, Marathón          |
| 6  | Ramón Maradiaga          | 4       | Ap.1997-98, Cl.1997-98, Ap.2006-07, Cl.2010-11                                                   | Motagua                                 |
| 7  | Héctor Vargas            | 4       | Cl.2013-14, Cl.2014-15, Cl.2015-16, Cl.2017-18                                                   | Olimpia, Marathón                       |
| 8  | Nahúm Espinoza           | 3       | Cl.2004-05, Ap.2005-06, Cl.2005-06                                                               | Olimpia                                 |
| 9  | Danilo Javier Tosello    | 3       | Ap.2011-12, Cl.2011-12, Ap.2012-13                                                               | Olimpia                                 |
| 10 | Néstor Matamala          | 3       | 1978, 1980, 1986                                                                                 | Motagua, Real España, Olimpia           |
| 11 | Manuel Keosseián         | 3       | Ap.2007-08, Ap.2008-09, Ap.2009-10                                                               | Marathón                                |

## Junta directiva 2023-2027
| Nombre                    | Cargo              |
| ------------------------- | ------------------ |
| Jorge Herrera             | Presidente         |
| Julio César Gutiérrez     | Vicepresidente     |
| Roque Pascua Bográn       | Secretario general |
| Paolo Alvarado            | Vocal I            |
| Víctor Miguel Kawas       | Vocal II           |
| Jaín Matute Miranda       | Vocal III          |
| Carlos Gerardo Aguilar    | Vocal IV           |
| Francisco Javier Martínez | Vocal V            |
| Carlos Armando García     | Vocal VI           |

## Junta de Vigilancia
| Nombre                | Cargo      |
| --------------------- | ---------- |
| Alfonso Guzmán Carías | Presidente |
| Rolando Herrera       | Secretario |
| Jesús Vélez Banegas   | Vocal      |

## Comisión de Disciplina Liga Nacional
| Nombre               | Cargo      |
| -------------------- | ---------- |
| Lutfi Eduardo Zablah | Presidente |
| Rolando Castillo     | Secretario |
| Rodolfo Bueso        | Vocal 1    |
| Victor Perello       | Vocal 2    |